# '39
 '39 is een lied van de Britse muziekgroep Queen.
Het lied verscheen op hun muziekalbum A Night at the Opera uit 1975 en werd geschreven door Brian May. Het is de vijfde track van dat album. '39 is daarmee het 39e nummer van Queen op een muziekalbum:
- Queen had 10 tracks;
- Queen II 11;
- Sheer Heart Attack 13
- track 5.

Het verscheen als B-kant van de single You're My Best Friend, die geschreven was door John Deacon. De twee singles van het album A Night at the Opera (Bohemian Rhapsody/I'm in love with my car was de andere) waren daarmee toewijsbaar aan alle vier de leden. Bohemian Rhapsody was van Freddie Mercury; I'm in love with my car van Roger Taylor.
May zong het nummer zelf in een soort skifflemuziek; het lied is soms drie- a vierstemmig; Roger Taylor moet daarbij zijn falsetstem opzetten.

## Achtergrond van de lyrics
Het lied gaat over een ruimtereiziger in het jaar '39 (eeuw onbekend); deze trekt er met 20 vrijwilligers op uit om de stervende Aarde te verlaten en nieuwe werelden te ontdekken. Zij keren na één jaar terug naar de Aarde om te ontdekken dat de Aarde met iedereen daarop inmiddels 100 jaar ('39) verder is in haar geschiedenis; iets dat haar oorzaak vindt in de tijddilatatie. Iedereen die zij bij hun vertrek kenden, is overleden. De ruimtereiziger kan alleen nog spreken met een nazaat: "For so many years have gone/though I'm older but a year/your mother's eyes from your eyes/cry to me." Hij heeft het er moeilijk mee: For my life/still ahead/pity me!
Theoretisch kan het lied kloppen; als het ruimteschip op 99,995% van de lichtsnelheid heen en weer reist, is de tijdvergelijking exact. Praktisch berust het op fantasie; een dergelijke snelheid is (nog) niet haalbaar. May heeft aangegeven dat het meer sciencefiction is, waarbij niet alle zaken klopten. Bovendien kan het verhaal alleen kloppen als May zelf op ruimtereis is geweest, maar ruimtevaart bestaat nog geen 100 jaar.

## Musici
- Brian May: Akoestische gitaar, elektrische gitaar, lead en samenzang
- Freddie Mercury: achtergrondzang.
- Roger Taylor: achtergrondzang, grote trom, tamboerijn
- John Deacon: contrabas

Tijdens live-uitvoering zong Mercury de eerste stem; Paul Rodgers waagde zich er kennelijk niet aan; toen zong May het zelf.

## Andere albums
- Live Killers (1979)
- Freddie Mercury Tribute Concert (1992)
- Live at the Brixton Academy (1993)
- Return of the Champions (2005)
- Super Live in Japan (2005)
- Live in Ukraine (2008)

## NPO Radio 2 Top 2000
| Nummer met noteringen in de NPO Radio 2 Top 2000 | '05  | '06 | '07 | '08  | '09 | '10 | '11 | '12 | '13 | '14 | '15 | '16 | '17 | '18 | '19 | '20  | '21  | '22  | '23  | '24 |
| ------------------------------------------------ | ---- | --- | --- | ---- | --- | --- | --- | --- | --- | --- | --- | --- | --- | --- | --- | ---- | ---- | ---- | ---- | --- |
| '39                                              | 1431 | 725 | 771 | 1219 | 724 | 807 | 656 | 440 | 606 | 663 | 763 | 850 | 895 | 817 | 828 | 1140 | 1247 | 1057 | 1175 | 925 |

1. ↑  Een vetgedrukt getal geeft de hoogste notering aan.
2. ↑  2005 was het eerste jaar met een notering voor dit nummer.